# 海南菜豆树
海南菜豆树（学名：Radermachera hainanensis）是紫葳科菜豆树属的植物，为中国的特有植物。分布在中国大陆的广东、海南、云南等地，生长于海拔300米至550米的地区，多生于低山坡林中。
其种加词“hainanensis”意为“海南的”。
台灣俗名稱為旺旺樹、發財樹，一般植栽店面均有販售。
每年春末夏初與秋天會開黃色鐘形花朵，凋謝後長出如菜豆形狀之綠色長條形豆莢。豆莢由綠轉為咖啡色即成熟裂開，種子有羽翼會隨風飄離母樹。

## 别名
大叶牛尾连、牛尾林、大叶牛尾林（海南）